# Jarova
Jarova (ukrajinsky Ярова, rusky Яровая – Jarovaja) je sídlo městského typu v Doněcké oblasti na Ukrajině. K roku 2015 měla zhruba 2,5 tisíce obyvatel.

## Poloha
Jarova leží zhruba dva kilometry od levého, severovýchodní břehu Severního Doňce. Od Doněcku, správního střediska oblasti, je vzdálena přibližně 120 kilometrů severně. Severně od obce leží národní přírodní park Svaté Hory.

## Dějiny
První zmínka o obci je z roku 1670. Status sídla městského typu má od roku 1938.
Během ruské invaze na Ukrajinu v roce 2022 se podařilo ruským silám obec obsadit. Ukrajina ji získala zpět pod svou kontrolu 19. září 2022.